# Медаља за ревносну службу (1885—1886)
Златна и Сребрна медаља за ревносну службу у рату 1885-86. је било одликовање Краљевине Србије. Медаља је у два разреда, као Златна и Сребрна, установљена 15. децембра 1885. године за потребе рата који је Краљевина Србија водила против Кнежевине Буграске. Медаљу је установио краљ Милан I Обреновић за „отличну и ревносну службу” у овом рату.
Идејни узор медаље је била Медаља за ревносну службу из Другог српско-турског рата, и уз одређене измене, изглед медаља је готово истоветан. Медаља је произвођена у непознатој бечкој радионици, а уз медаљу је додељивана и повеља, које пак до данас нису сачуване и не зна им се изглед.
Медаља је додељивана припадницима Српске војске и једном мањем броју грађанских лица, и током века њене употребе додељено је нешто више од 20 Златних и 45 Сребрних медаља за ревносну службу у овом рату. Медаља је део скупине српских одличја основаних за употребу током овог рата, намењених награђивању храбрости и ревносне службе, те пригодних споменица.

## Историјат
Установљена претходно за време ослободилачког рата против Османског царства, институција Медаље за ревносну службу у рату је поново обновљена избијањем Српско-бугарског рата 1885—1886. године. Указом од 13. децембра краљ Милан је утемељио Златну и Сребрну медаљу за „отличну и ревносну службу”.
Златну и Сребрну медаљу за ревносну службу у рату 1885-86. је додељивао краљ Милан по властитом нахођењу или на предлог Министра војног или команданта Српске војске и самосталних дивизија. Медаље су додељиване у јануару, фебруару и марту 1886. године вишим и нижим официрима, подофицирима, капларима и редовима Српске војске, као и припадницима војног санитета и телеграфа, те једном мањем броју грађанских лица (углавном представника цивилних власти). Међу носиоцима овог ретког одликовања налази се и један припадник жандармерије — Сребрном медаљом за ревносну службу у рату 1885—1886. године је одликован српски жандармеријски поручник Фрања Кафка за показану ревност за време рата са Бугарима. Истраживач Вилхелм Едлер фон Милерсхајм (етим. Wilhelm Müller Edler von Müllersheim) у свом делу о српским одликовањима из 1897. године наводи да су ово одликовање понели припадници Немачког витешког реда који су током рата били део хуманитарне санитетске мисије.
Према евиденцији Министарства војног, Златном медаљом је одликовано 20, а Сребрном медаљом 45 особа. Истраживачи Павел Цар и Томислав Мухић, позивајући се на фон Милерсхајмов навод о додели припадницима Немачког реда који није евидентиран од Министарства војног, су мишљења да највероватније овај списак додељених медаља није коначан.

## Изглед и израда
Ликовно решење оба разреда медаље преузето је са Златне и Сребрне медаље за ревносну службу из 1878. године уз незнатне типолошке промене — нови хералдички елементи и натписи, који указују да се ради о краљевском одликовању намењеном за посебан ратни период. На лицу медаље приказан је грб Краљевине Србије уклопљен међу ратне трофеје (државне заставе и војне амблеме — украшене топовске цеви, пушке и сабље, ђулад, добош и војничку трубу). Приказ је окружен прстеном на којем се налази ћирилички натпис оснивача одликовања: „МИЛАН I КРАЉ СРБИЈЕ”. На наличју медаље је вијугава трака на којој је ћирилицом исписано гесло одликовања: „ЗА РЕВНОСНУ СЛУЖБУ У РАТУ 1885-1886.” Трака је окружена венцем од ловорове (лево) и храстове (десно) гранчице. Министарство војно је у идејном нацрту променило само оне детаље (титулу владара, хералдичке симболе и ратне године), који су били условљени променом државног имена и грба као и новим ратом.
Медаље су израђиване од ползаћене бронзе и алпаке, промера 35 милиметара. Врпца за оба разреда медаље, била је ширине 40 mm, црвене боје с 4 плаве пруге, ширине 5 mm, сложена у троугао.  На идентичној врпци, али белој са плавим пругама, касније је истицана Медаља за војничке врлине. Медаље су истицане на левој страни груди.
Медаље немају ознаке произвођача, али се он, како истичу истраживач Мила Пилетић и историчар уметности Радомир Столица, свакако налази у кругу бечких медаљера и фабриканата ордена који су израђивали сва српска одликовања установљена поводом овог рата. Повеље за ове медаље нису сачуване и њихов изглед није познат.